# 因數
因数也称 约数、因子、除子、除數（divisor），是一个常见的数学名词，用于描述自然数 {\displaystyle a} 和自然数 {\displaystyle b} 之间存在的整除关系，即 {\displaystyle b} 可以被 {\displaystyle a} 整除。这里我们称 {\displaystyle b} 是 {\displaystyle a} 的倍数，{\displaystyle a} 是 {\displaystyle b} 的因数或因子。

## 定义
设 {\displaystyle a,b} 满足  {\displaystyle a\in \mathbb {N} ^{*},b\in \mathbb {N} }. 若存在  {\displaystyle q\in \mathbb {N} } 使得  {\displaystyle b=aq}, 那么就说  {\displaystyle b} 是  {\displaystyle a} 的倍数， {\displaystyle a} 是 {\displaystyle b} 的约数。这种关系记作  {\displaystyle a|b},读作“{\displaystyle a} 整除 {\displaystyle b}”.
例如 {\displaystyle 24=3\times 8,\;1150=25\times 46}. 所以  {\displaystyle 3|24,\;25|1150}，同时 {\displaystyle 3} 是 {\displaystyle 24} 的因数；{\displaystyle 25} 是 {\displaystyle 1150} 的因数。
除了自己本身外的因數，稱為 真因數 或 真因子（proper divisor）。

## 性质
- 若 {\displaystyle a|b,\;b|c} 那么 {\displaystyle a|c}.
- 若 {\displaystyle a|b,\;a|c} 且 {\displaystyle x,y\in \mathbb {Z} }, 有 {\displaystyle a|(bx+cy)}.
- 若 {\displaystyle a|b}, 设 {\displaystyle t\not =0}, 那么 {\displaystyle (ta)|(tb)}.
- 若 {\displaystyle b=qd+c}, 那么 {\displaystyle d|b} 的充要条件是 {\displaystyle d|c}
- 若 {\displaystyle x,y\in \mathbb {Z} } 满足 {\displaystyle ax+by=1,\;a|n.\;b|n} 那么 {\displaystyle ab|n}.

这里对最后一条性质进行证明:
{\displaystyle \because a|n,\;b|n\quad \therefore ab|bn,\;ab|an\quad \therefore ab|(anx+bny)}
{\displaystyle \because ax+by=1\quad \therefore ab|n}
证毕。

## 相关定理

### 整数的唯一分解定理
任何一个正整数都有且仅有一种方式写出它所有素数因子的乘积表达式。这个过程称为质因数分解
如果 {\displaystyle A\in \mathbb {N} ^{+}}, 那么
{\displaystyle A=\prod _{i=1}^{n}p_{i}^{a_{i}}}, 其中 {\displaystyle p_{i}} 是一个素数.
这种表示方法是唯一的。

### 因数个数
自然数 {\displaystyle N} 的因数个数以 {\displaystyle d(n)} 表示。
若 {\displaystyle N} 唯一分解为 {\displaystyle N=p_{1}^{a_{1}}\times p_{2}^{a_{2}}\times p_{3}^{a_{3}}\times \cdots \times p_{n}^{a_{n}}=\prod _{i=1}^{n}p_{i}^{k_{i}}}, 则 {\displaystyle d(N)=(a_{1}+1)\times (a_{2}+1)\times (a_{3}+1)\times \cdots \times (a_{n}+1)=\prod _{i=1}^{n}\left(a_{i}+1\right)}.
例如 {\displaystyle 2646=2\times 3^{3}\times 7^{2}}，则其正因数个数 {\displaystyle d(2646)=(1+1)\times (3+1)\times (2+1)=24}。

### 因数和
自然数N的正因数和，以因数函数 {\displaystyle \sigma (N)} 表示。由质因数分解而得。
若 {\displaystyle N} 唯一分解为 {\displaystyle N=p_{1}^{a_{1}}\times p_{2}^{a_{2}}\times p_{3}^{a_{3}}\times \cdots \times p_{n}^{a_{n}}=\prod _{i=1}^{n}p_{i}^{k_{i}}}, 则 {\displaystyle \sigma (N)=\prod _{i=1}^{n}\left(\sum _{j=0}^{a_{i}}p_{i}^{j}\right)}.
再由等比级数求和公式可知，上式亦可写成：
{\displaystyle {\begin{aligned}\sigma (N)&={\frac {p_{1}^{a_{1}+1}-1}{p_{1}-1}}\times {\frac {p_{2}^{a_{2}+1}-1}{p_{2}-1}}\times \cdots \times {\frac {p_{n}^{a_{n}+1}-1}{p_{n}-1}}&\end{aligned}}}
例如{\displaystyle 2646=2\times 3^{3}\times 7^{2}}，则其正因数之和
{\displaystyle {\begin{aligned}\sigma (2646)&=(1+2)\times (1+3+9+27)\times (1+7+49)\\&={\frac {2^{2}-1}{2-1}}\times {\frac {3^{4}-1}{3-1}}\times {\frac {7^{3}-1}{7-1}}\\&=3\times 40\times 57\\&=6840\end{aligned}}}。

## 其他
- 所有n的正因數都是n的質因數的積的一些冪。這是算術基本定理的結果。
- 1是所有整數的正因數，-1是所有整數的負因數，因為{\displaystyle x=1x=-1\times (-x)}

由上式同樣可證明，一個整數及其相反數必然為自身的因數，叫做 明顯因數。
- n的正因數數目是積性函數d(n)，正因數之和則是另一個積性函數σ(n)。詳見除數函數
- 質數{\displaystyle p}只有2個正因數：1, {\displaystyle p}。{\displaystyle p} 的平方數只有三個正因數：1, {\displaystyle p}, {\displaystyle p^{2}}。